# Kåre Fröier
Kåre Fröier, född 23 april 1912 i Västerås, död 14 maj 1993 i Oscars församling, Stockholm, var en svensk växtgenetiker och växtförädlare.
Fröier blev 1936 filosofie magister i Uppsala och disputerade 1946. Han var assistent vid Sveriges utsädesförening i Svalöv 1936–1945 och avdelningsföreståndare där 1945–1959.
Fröier invaldes 1959 som ledamot av Skogs- och lantbruksakademien och var professor samt sekreterare vid akademien 1960–1977. Han invaldes 1963 som ledamot av Ingenjörsvetenskapsakademien.
Tillsammans med Henryk Zienkiewicz utgav han Linboken : hemodling och hemberedning (1979, även 1980 och 1991), ett standardverk om småskalig linberedning. Fröier är begravd på Skogskyrkogården i Stockholm.